# Супермен против Человека-паука XXX: пародия Акселя Брауна
«Супермен против Человека-паука XXX: пародия Акселя Брауна» (англ. Superman vs. Spider-Man XXX: An Axel Braun Parody) — порнографическая супергеройская комедия 2012 года, снятая режиссёром Акселем Брауном, с Райаном Дриллером, Ксандером Корвусом и Энди Сан Димас в главных ролях. Фильм является первым из нескольких фильмов Vivid Entertainment, в котором представлены пародии на известные изображения супергероев в кино и на телевидении. Положительная реакция на фильм заставила Vivid объявить о планах создания целой серии подобных фильмов, которые будут выпущены под новым лейблом Vivid Superhero под руководством Акселя Брауна.

## Награды и номинации
| Год  | Церемония        | Результат | Номинация                                              | Получатель(-и)                           |
| ---- | ---------------- | --------- | ------------------------------------------------------ | ---------------------------------------- |
| 2013 | NightMoves Award | Победа    | Лучшая пародия — Супергеройский фильм (выбор редакции) | н/д                                      |
| 2013 | XRCO Awards      | Победа    | Best Parody (Comic)                                    | н/д                                      |
| 2014 | AVN Awards       | Номинация | Лучшая художественная режиссура                        | н/д                                      |
| 2014 | AVN Awards       | Номинация | Лучшая пародия — драма                                 | Аксель Браун                             |
| 2014 | AVN Awards       | Номинация | Лучший сценарий — пародия                              | Аксель Браун Марк Логан                  |
| 2014 | AVN Awards       | Номинация | Лучшие спецэффекты                                     | н/д                                      |
| 2014 | XBIZ Awards      | Победа    | Пародийный релиз года — Драма                          | н/д                                      |
| 2014 | XBIZ Awards      | Номинация | Режиссёр года — пародия                                | Аксель Браун                             |
| 2014 | XBIZ Awards      | Номинация | Лучшая актриса — пародия                               | Энди Сан Димас                           |
| 2014 | XBIZ Awards      | Номинация | Лучший актёр — пародия                                 | Ксандер Корвус                           |
| 2014 | XBIZ Awards      | Номинация | Лучшая актриса второго плана                           | Алексис Тексас                           |
| 2014 | XBIZ Awards      | Номинация | Лучшая сцена — пародия                                 | Энди Сан Димас и Эрик Мастерсон          |
| 2014 | XBIZ Awards      | Номинация | Лучшая художественная режиссура                        | н/д                                      |
| 2014 | XBIZ Awards      | Номинация | Лучшие спецэффекты                                     | н/д                                      |
| 2014 | XBIZ Awards      | Номинация | Лучшая музыка                                          | Аксель Браун                             |
| 2014 | XBIZ Awards      | Номинация | Лучший монтаж                                          | Аксель Браун, миссис Браун, Клаудия Росс |
| 2014 | XBIZ Awards      | Номинация | Маркетинговая кампания года                            | н/д                                      |